# Paskalis Bruno Syukur
Paskalis Bruno Syukur, né le 17 mai 1962 à Ranggu dans la province du Petites îles de la Sonde orientales, est un prélat indonésien, évêque du diocèse de Bogor en Indonésie depuis 2013. 
Le 6 octobre 2024, le pape François annonce qu'il sera créé cardinal au cours du consistoire qui se tiendra le 7 décembre 2024. Le 22 octobre, le Saint-Siège annonce finalement qu'il renonce à être créé cardinal.

## Biographie

### Prêtre
Il suit son noviciat au sein de  l'ordre des Frères mineurs à Depok, il prononce ses vœux religieux définitifs le 22 janvier 1989 ; puis il est ordonné prêtre le 2 février 1991 par Ignatius Harsono. 
Il commence son ministère comme vicaire dans une paroisse du diocèse de Jayapura. En 1993, il est envoyé, pour trois ans, à Rome à l'université pontificale de Saint-Antoine pour des études. À son retour de Rome, il fait partie de l'encadrement du noviciat à Depok.
En 2001, il est élu provincial de la province d'Indonésie et cela jusqu'en 2007. En 2009, il devient supérieur de la zone Asie-Océanie au sein du chapitre général de son ordre à Rome.

### Évêque
Le 21 novembre 2013, le pape François le nomme évêque de Bogor.
Il reçoit l'ordination épiscopale des mains de Cosmas Michael Angkur. Le 6 octobre 2024, le pape annonce qu'il sera créé cardinal le 7 décembre suivant mais il renonce finalement à cette nomination le 22 octobre,.